# Antal Szentmihályi
Antal Szentmihályi (Győr, 13 de junho de 1939) é um ex-futebolista húngaro que jogava como goleiro e foi campeão olímpico.

## Carreira

### Clubes
Ele jogou por três clubes húngaros: Győri ETO FC, Vasas SC e Újpesti Dózsa.

### Seleção Nacional
Ele jogou 31 vezes pela Seleção Húngara de Futebol,  chegou a ser convocado pela Seleção Húngara de Futebol para as Copas do Mundo FIFA de 1962 e 1966, e para os torneios de futebol nos Jogos Olímpicos de Verão de 1960 e 1964 neste conquista a medalha de ouro.
Ainda foi convocado para o Campeonato Europeu de Futebol de 1964, sendo terceiro colocado.